# Secretaría de Coordinación Estratégica para el Pensamiento Nacional

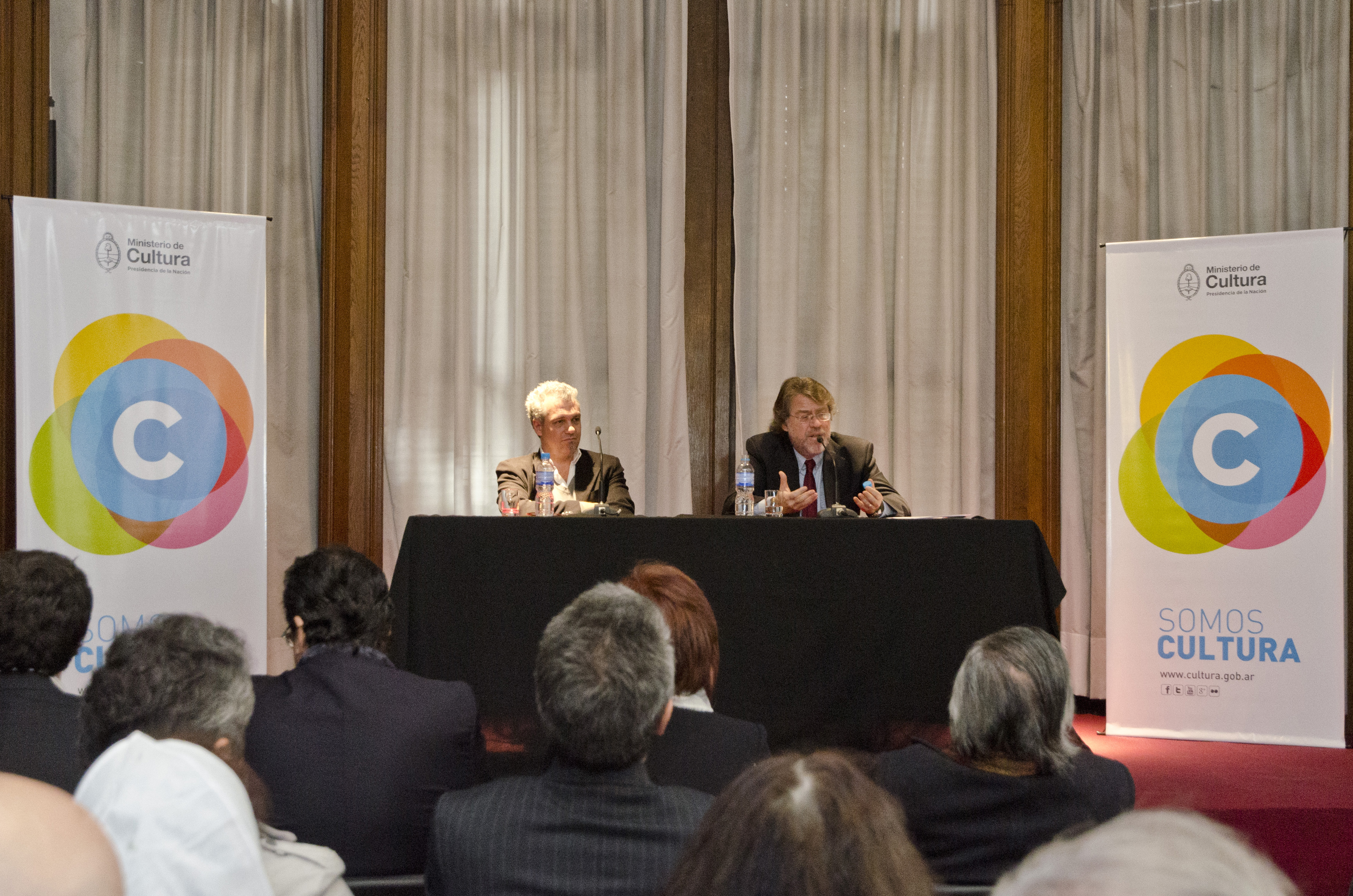
Presentación de la secretaría el 16 de junio de 2014.

La Secretaría de Coordinación Estratégica para el Pensamiento Nacional fue una secretaría del Ministerio de Cultura de la República Argentina. Creada en junio de 2014, tenía como objetivo coordinar el «pensamiento político, cultural e ideológico» de la Argentina, organizando encuentros regionales, debates, entre otras actividades. Estuvo a cargo del filósofo Ricardo Forster. Fue disuelta el 12 de diciembre de 2015 por el presidente Mauricio Macri.

## Actividades
Con el objetivo de «generar un debate democrático, federal y plural sobre las tradiciones políticas y culturales de la Argentina y América Latina que trabajan por la emancipación social», la secretaría se encargó de organizar encuentros regionales, debates, foros, muestras, ediciones de libros y documentos, homenajes, digitalización de obras, y espacios de reflexión para recuperar y potenciar «las mejores herencias, hitos y producciones de las tradiciones políticas argentinas». Para 2014 y 2015 se crearon cuatro programas para llevar a cabo dichas actividades.
La secretaría también se encargó de fortalecer la relación entre los movimientos políticos, culturales y sociales de la Argentina con movimientos similares en América Latina y Europa, que se dedican a promover «políticas y acciones a favor del rol del Estado en la redistribución equitativa y progresiva de la riqueza», organizando debates y documentos. La secretaría trabajaba en conjunto con universidades nacionales y extranjeras, medios públicos, organizaciones sociales y políticas, y además organizó actividades en Tecnópolis.

## Estructura
La secretaría incluyó la Subsecretaría de Cultura Pública y Creatividad, la Dirección Nacional de Pensamiento Argentino y Latinoamericano, la Dirección Nacional de Asuntos Académicos y la Dirección Nacional de Políticas Regionales.

## Historia
La secretaría fue creada el 4 de junio de 2014 mediante el Decreto n.º 833/2014 del Poder Ejecutivo Nacional y publicado en el Boletín Oficial de la República Argentina, junto con las secretarías de Coordinación y Gestión, de Gestión Cultural y de Políticas Socioculturales, y la subsecretaría de Promoción de los Derechos Culturales y Participación Popular, todas ellas dentro del Ministerio de Cultura.
Según estableció el decreto, los objetivos de la secretaría eran:

1. Asesorar y elevar las propuestas a ser consideradas por la Ministra de Cultura en cuestiones de pensamiento nacional y latinoamericano, en materia de su competencia.

2. Interactuar de forma federal con las diferentes usinas de pensamiento existentes en el país, con el objetivo de promoverlas y darles un marco de mayor institucionalidad.

3. Convocar a todo el arco político, intelectuales docentes y representantes de los Institutos históricos que actúan en la órbita del Ministerio de Cultura, a que formen parte de las grandes líneas a investigar, en materia de su competencia.

4. Generar instancias de diálogo y debate sobre temas contemporáneos, en materia de su competencia, promoviendo nuevas corrientes de pensamiento, que hagan partícipe a toda la ciudadanía.

5. Articular la relación entre los Institutos históricos, actuantes en la órbita del Ministerio de Cultura, a fin de lograr una transversalidad que haga de aquellos diferentes espacios una homogeneidad que aborde, incluso, los mismos tópicos desde diferentes análisis.

6. Generar documentos (audiovisuales y digitales) con base en el pensamiento nacional, a fin de que circulen como material de formación, producto de los debates constituyendo en conjunto un archivo de época.

El decreto también estableció las responsabilidades de una Dirección de Pensamiento Nacional, que se encargara del diseño, coordinación e instrumentación de «una usina de pensamiento nacional, ajustado a los lineamientos que fije la Secretaría».
Para el cargo de secretario se nombró a Ricardo Forster, mediante el decreto n.º 837/2014 en el Boletín Oficial. El 16 de julio se realizó la presentación formal de la secretaría. Allí presentó a la cúpula del organismo: el sociólogo Matías Bruera, designado Director de Pensamiento Nacional y Latinoamericano, y Francisco Romero, encargado de coordinar las actividades organizadas.
En noviembre de 2015, Pablo Avelluto, antes de asumir el cargo de ministro de Cultura como parte del gabinete de Mauricio Macri, declaró que no veía una «función relevante» a la secretaría, que tiene un nombre «un poco pomposo». Avelluto indicó que no «estaban claras» las funciones de la secretaría y que era «mejor» ocupar los fondos en otros programas culturales. El 12 de diciembre, unos días después de que Macri asumiera la presidencia, la secretaría fue disuelta.

## Críticas y controversias
Al momento de su creación, hubo críticas por el nombre de la secretaría y también por sus actividades y el nombramiento de Forster, quien era militante kirchnerista, miembro del Frente para la Victoria y cofundador del Espacio Carta Abierta. Forster declaró que se defendería la postura y las políticas del gobierno de Cristina Kirchner. Además, Tom Lupo, conductor y poeta, declaró que la misión de la Secretaría era «luchar contras las políticas regresivas del neoliberalismo».
En la oposición al gobierno se juzgó el nombramiento como un «regalo tardío» al filósofo y un acto de «viejo fascismo».  Según la oposición, los nombramientos de Teresa Parodi, Forster y otros funcionarios alineados con el kirchnerismo buscaban «imponer una corriente de pensamiento desde el Estado».
Tras el anuncio de la creación de la secretaría, intelectuales de la organización Plataforma 2012 expresaron su preocupación, considerando que se inscribía «en el marco de la ‘batalla cultural’ con la que el gobierno» pretendió «enmascarar su voluntad de hegemonizar la producción de pensamiento, encapsulando toda posibilidad de debate en la antinomia kirchnerismo-antikirchnerismo».
Marcelo Longobardi, periodista, señaló que la creación de la secretaría remitía a Venezuela, que posee una institución similar, «de gente que coordina el pensamiento nacional venezolano. Uno imagina comisarios políticos o, como dijo Julio Bárbaro, una suerte de Ministerio de la Verdad. A la Argentina le produce escalofríos la idea de una secretaría que se dedique a establecer cuál debe ser el pensamiento de un país».